# پارک ملی گایاسان
پارک ملی گایاسان (به لاتین: Gayasan National Park) یک پارک ملی در کره جنوبی است که در استان گیونگ‌سانگ جنوبی واقع شده‌است.